# NGC 3539
NGC 3539 је лентикуларна галаксија у сазвежђу Велики медвед која се налази на NGC листи објеката дубоког неба.
Деклинација објекта је + 28° 40' 21" а ректасцензија 11h 9m 8,8s. Привидна величина (магнитуда) објекта NGC 3539 износи 14,6 а фотографска магнитуда 15,6. NGC 3539 је још познат и под ознакама MCG 5-26-65, CGCG 155-77, DRCG 23-38, PGC 33799.